# Gimnàs Olímpic de San Miguel
El Gimnàs Olímpic de San Miguel, abreviat com a GOM i oficialment conegut com a Gimnàs Olímpic Municipal de la comuna de San Miguel, és un pavelló esportiu d'hoquei patins situat a Santiago de Xile (Xile).